# Pandemic (juego de mesa)

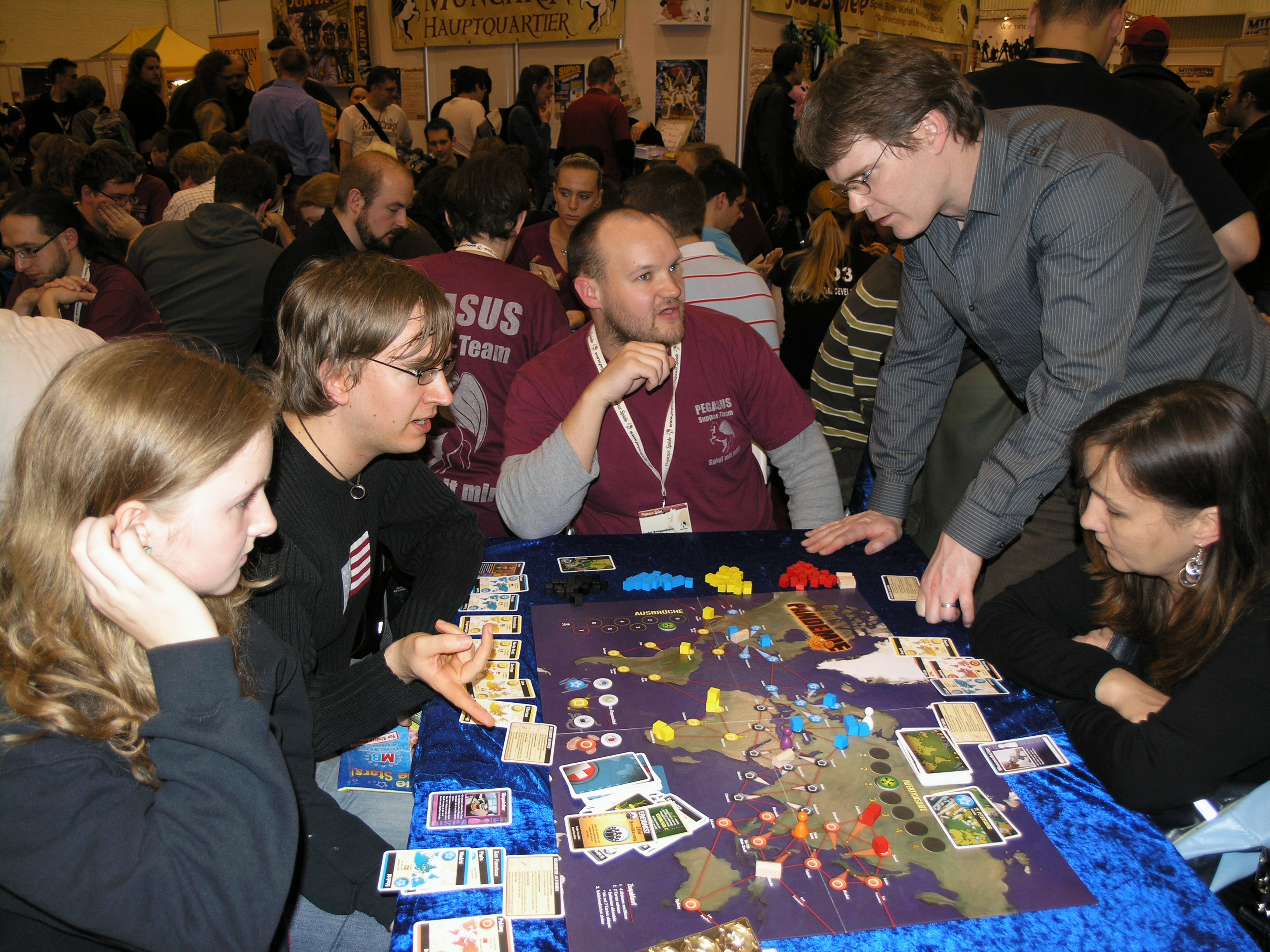
Partida de demostración en la Feria de Essen 2008

Pandemic, también conocido como Pandemia  es un juego de mesa cooperativo diseñado por Matt Leacock y publicado por Z-Man Games en 2007. Pandemic se basa en la premisa de la existencia de cuatro enfermedades que se están expandiendo por el mundo, cada una de las cuales amenaza con acabar con una región. El juego funciona con una capacidad de 2 a 4 jugadores, jugando cada uno de ellos con uno de los cinco posibles roles de especialistas: coordinador de efectivos, médico, científico, investigador o experto en operaciones. El juego se basa, a diferencia de la mayoría de los juegos de mesa, en la cooperación más que en la competitividad. El objetivo es descubrir las curas de las cuatro enfermedades antes de que se desencadene alguna de las condiciones de derrota a través del esfuerzo combinado de todos los jugadores,.
Existen tres expansiones, Pandemic: Al Límite, Pandemic: En el Laboratorio, y Pandemic: Estado de Emergencia, codiseñadas por Matt Leacock y Tom Lehmann, cada una de ellas añade nuevos roles y eventos especiales, ajustes de reglas y nuevas mecánicas, una quinta enfermedad, ajustes de reglas para un quinto jugador o para jugar en equipos. Además, se incluyen varias expansiones de reglas, llamadas "cajas de reto".
Pandemic está considerado como uno de los juegos cooperativos más exitosos que ha logrado un éxito de ventas en el mercado, condensando el tipo de la estrategia profunda ofrecida por juegos cooperativos previos, como el Arkham Horror, siendo un juego que puede ser jugado en un tiempo más limitado por una gama más amplia de jugadores.
Existe también Pandemic Legacy: Season 1, una versión de Pandemic, que añade una línea de historia al juego en la que el desarrollo de una partida afecta a las partidas posteriores, siendo durante algún tiempo valorado por el Board Game Geek como el mejor juego de mesa de todos los tiempos.

## Desarrollo del juego

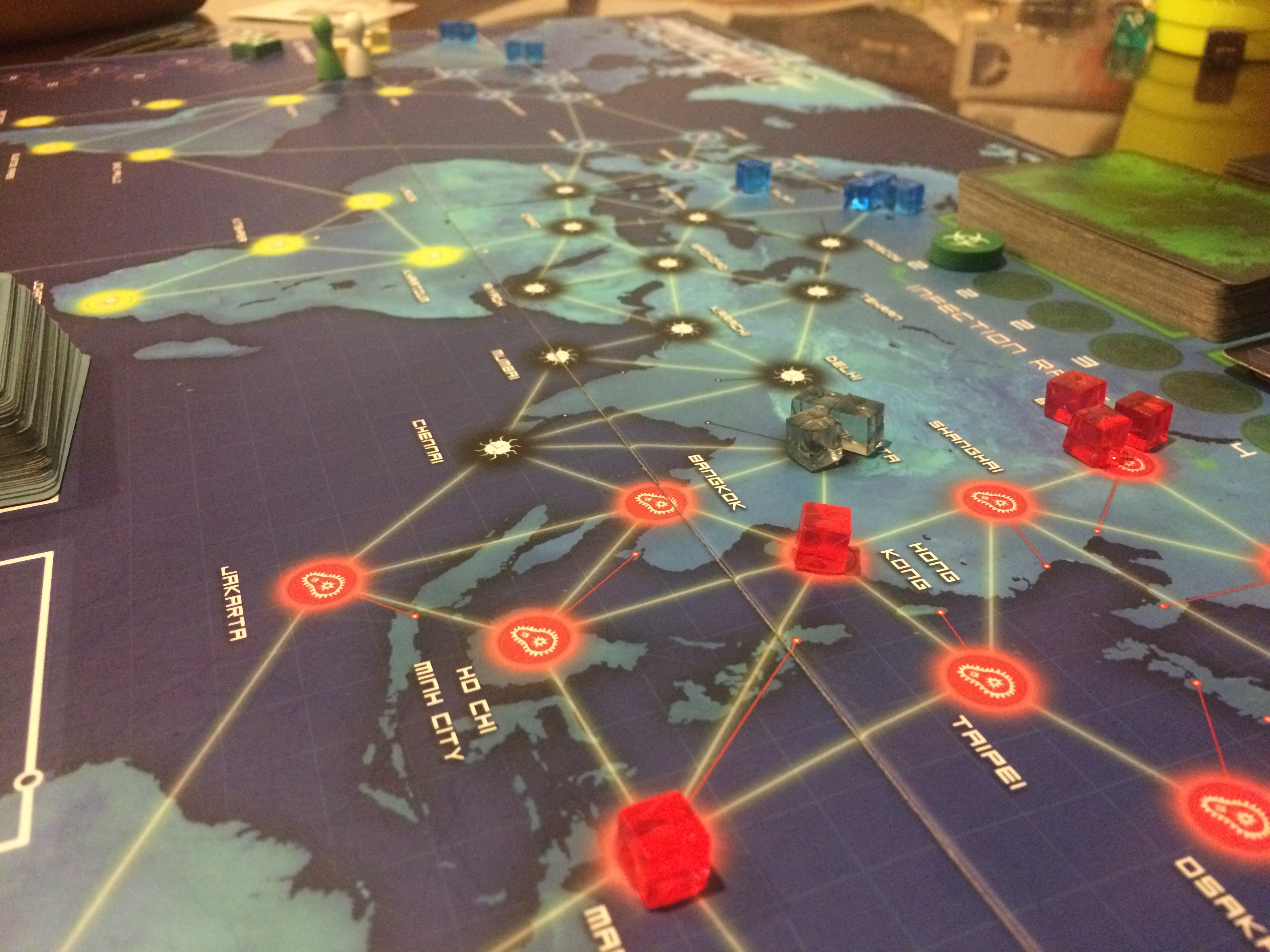
Una partida en progreso

El objetivo que tienen los jugadores de Pandemic, después de haber seleccionado los roles de manera aleatoria, es trabajar de un modo cooperativo para parar los brotes de cuatro enfermedades y curarlas antes de que una pandemia se desate. El despliegue de Pandemic  consta de un tablero de juego que representa una red que conecta 48 ciudades en el mapa de la tierra, dos mazos de cartas (cartas de Jugador y cartas de Infección), cubos de cuatro colores (cada color representa una enfermedad diferente), seis Centros de Investigación y un peón para cada jugador. Las cartas de Jugador incluyen cartas con cada nombre de ciudad de cada una de las ciudades del tablero por un lado; tarjetas de Evento Especial por otro, los cuales pueden ser jugados en un momento concreto y obtener eventos beneficiosos; y cartas de Epidemia. Las cartas de Infección constan de una carta para cada ciudad en el tablero con el color de la enfermedad que empezará allí. Al inicio del juego, se seleccionan una serie de cartas de Infección aleatoriamente que poblaran el tablero con infecciones, de 1 a 3 cubos para las ciudades. Al inicio los jugadores se situaran en Atlanta, en el Centro de Investigación de Enfermedades, y se da una carta de rol aleatorio y un número de cartas de Jugador. En cada turno, un jugador puede realizar un máximo de 4 acciones, de modo combinado, a elección del jugador de las siguientes:
- Acciones de Movimiento, se puede escoger una de las siguientes cuatro opciones

- Entre ciudades interconectadas (por tierra o por mar)
- A una ciudad cualquiera si el jugador tiene la carta de Jugador de esa ciudad , descartando esa carta (vuelo directo)
- A cualquier ciudad del tablero si el jugador se encuentra actualmente en una ciudad y posee la carta de Jugador de esa ciudad, descartando esa carta (vuelo chárter)
- De una ciudad con un centro de investigación a cualquier ciudad con un centro de investigación, sin necesidad de descartar una tarjeta de ciudad (puente aéreo)

- Compartir información con otro jugador, estando los dos jugadores en la misma ciudad, puede recibir o dar la carta de Jugador de esa misma ciudad.
- Tratar una unidad de infección de una ciudad en la que el jugador se encuentre, sacando un cubo de esa ciudad
- Construir un centro de investigación en una ciudad en la que el jugador se encuentra descartando la carta de esa ciudad ciudad.
- Encontrar la cura de una enfermedad si se encuentra en una ciudad con un centro de investigación y descartando cinco cartas de Jugador del mismo color. Encontrar una cura de una enfermedad no para la infección  de esa enfermedad hasta que todos los  cubos de ese color están retirados del tablero; a partir de ese momento, al robar una carta de Infección de ese color, esta deja de afectar al estado del tablero.

Al concluir su turno, el jugador roba dos cartas de Jugador, reduciendo después su mano a siete cartas descartando cartas de Jugador si fuese necesario y/o jugando inmediatamente cartas de Evento Especial. Si cualquiera de las cartas robadas es una carta de Epidemia , el jugador roba una tarjeta del fondo del mazo de Infección y coloca tres cubos en la ciudad, pone esa tarjeta en la pila de descartes del mazo de Infección, baraja la pila de descartes, y la coloca encima del mazo de Infección. Después de que el jugador haya robado sus dos cartas del mazo de Jugador (epidemias o cualquier otras), un número de cartas de Infección se revelan, y se coloca un cubo del color correspondiente en cada una de las ciudades reveladas. En el caso de que una ciudad ya tenga tres cubos y se deba añadir un cubo más, se produce un Estallido o Brote, y cada una de las ciudades interconectadas obtiene un cubo de ese color. Esto puede crear una reacción de cadena a través de muchas ciudades si muchos ya tienen tres cubos de enfermedad.
El juego concluye si uno de los siguientes eventos se produce:
- Ocurren más de siete Brotes (los jugadores pierden la partida)
- No hay más cubos de un color de enfermedad concreto cuando se necesitan para reponer durante una Infección o Epidemia (los jugadores pierden la partida)
- No hay más cartas de Jugador para ser robadas (los jugadores pierden la partida)
- Los jugadores descubren la cura para las cuatro enfermedades (los jugadores ganan la partida)

Como ayuda para ganar la partida, los jugadores cuentan con una serie de Roles de Especialista que les permiten alterar las reglas. Se introdujeron cinco roles diferentes en el juego básico, añadiéndose posteriormente roles adicionales a través de la expansiones del juego. Por ejemplo, el Médico es capaz de tratar todos los  cubos en una ciudad con una acción o, una vez encontrada la cura para una enfermedad, puede sacar cubos de ese color sin gastar una acción, mientras que el Científico solo necesita cuatro cartas del mismo color para descubrir una cura. Los jugadores son también ayudados por las tarjetas de Eventos especiales, los cuales permiten realizar algunas acciones inmediatas, como la retirada directa de unos cuantos cubos de infección o la construcción inmediata de un Centro de Investigación.
Pandemic requiere que los jugadores coordinen todos sus esfuerzos para ganar el juego, en concreto buscando y compartiendo las caras necesarias para descubrir curas mientras se mueven de modo coordinado alrededor del tablero e impidiendo brotes de una manera eficaz.

## Expansiones

### Al Límite
En 2009 se publicó la primera expansión oficial, presentando varios roles de especialista nuevos, variantes de reglas para un quinto jugador, tarjetas de Eventos Especiales nuevos, y retos nuevos para los jugadores.
Hay ocho Tarjetas de Rol en esta expansión, incluyendo una revisión del Rol de Experto en Operaciones de la caja Básica y una carta de Bio-Terrorista, el cual enfrenta un jugador contra el resto del equipo.
Los nuevos retos incluyen una quinta enfermedad, una Mutación, que debe que ser curada o no estar presente en el tablero de juego cuándo los jugadores alcancen victoria. Otro reto es el cepa virulenta, la cual hace una enfermedad particularmente mortífera, reemplazando las cartas de Epidemia estándar por unas nuevas. Cada tarjeta representa un efecto negativo especial que esta epidemia particular tiene en el desarrollo del juego.

### En el Laboratorio
Esta segunda expansión , publicada en el verano de 2013, se presenta con un nuevo tablero que permite a los jugadores investigar las curas de enfermedad en un laboratorio. El objetivo de esta actividad es el mismo que en el juego base—encontrar curas para enfermedades—pero esta vez con un aspecto de búsqueda añadido. Los jugadores también pueden utilizar nuevos roles y nuevos eventos especiales que se incluyen con la expansión. Además,  añade un modo de juego solitario y un modo de juego en equipo, en el que dos equipos compiten para ser el equipo más eficaz. En el Laboratorio requiere ambos, Pandemic y Pandemic: Al Límite, para jugar, y también requiere mazos de sustitución si se están utilizando las primeras ediciones de Pandemic y Pandemic: Al Límite.

### Estado de Emergencia
Una tercera expansión, publicada en marzo de 2015, añade eventos y roles nuevos y tres retos nuevos: Tierra Adentro, Eventos de Emergencia, y Supervirus. La expansión es compatible con las dos expansiones anteriores, pero no son imprescindibles. Se incluye además un nuevo set de cubos de enfermedad morados que son exactamente iguales a los incluidos en el set de Pandemic: Al Límite.

### Escenarios
Z-man Games ha publicado algunos escenarios gratuitos para descargar, con cambios sobre el juego de base. En marzo de 2017 se publicaron los Escenarios Desolación y Gobierno cerrado .

## Ediciones
Una segunda edición de Pandemic se publicó en 2013, con una nueva apariencia y dos personajes nuevos: la Planificadora de Contingencias y el Especialista de Cuarentenas. Algunas impresiones de la segunda edición tuvieron un error con una línea no impresa entre las ciudades de Lagos y São Paulo y errores de impresión en las cartas.
La segunda edición de la expansión Pandemic: Al límite se publicó en el 2013.

## Mazos de sustitución
Junto con la segunda edición se publicaron unos mazos de reemplazo para el Pandemic Base de la primera edición.
También se publicó un Paquete de Compatibilidad #2, actualización de la primera edición de la expansión Al Límite a su segunda edición.
La expansión En el Laboratorio (publicada después de las segundas ediciones de Pandemic y Al Límite) requiere la segunda edición , o la primera edición junto con sus paquetes de compatibilidad.

## Spinoffs
Existen varios spinoffs o  versiones alternativas de Pandemic publicadas por Z-Man Games, todo de los cuales son juegos independientes y no son compatibles con el original o con cada uno de los otros.

### Pandemic: La Cura
Lanzado en 2014, Pandemic: La Cura es un juego basado en dados que utiliza reglas similares al juego de mesa original, pero reduce el número de ciudades y deja el resultado de las vueltas al azar a través de tiradas de dados. Una expansión del juego, Pandemic: La Cura - Medicamentos Experimentales, se lanzó en noviembre de 2016, agregando una quinta enfermedad y un nuevo mecanismo de área de infección.

### Pandemic: Contagio
Pandemic: El contagio es una versión de cartas basada en el juego original, que apareció por primera vez en el Spiel 2014, el juego sitúa a cada jugador en el rol de las enfermedades y, a diferencia del juego de base es no-cooperativo. El objeto del juego es erradicar la raza humana extendiendo las infecciones.

### Pandemic Legacy
Pandemic Legacy - Temporada 1 - Lanzado en octubre de 2015 y diseñado por Leacock y Rob Daviau, Pandemic Legacy: Season 1 es una versión que proviene del juego base lanzado por Z-Man Games, similar a Risk Legacy, en el que el juego agregaba una historia continua al juego básico. Esto significa que el tablero del juego y las reglas cambian de forma permanente después de cada partida. Cada partida representa un mes del año en una campaña que simula el paso de un año. Si los jugadores ganan la primera partida, pasan al siguiente mes, y si pierden, lo intentan de nuevo, pero pasan al mes siguiente independientemente de lo que suceda en la segunda partida. Las nuevas reglas y componentes que se incluyen en los paquetes permanecen sellados hasta que ocurren ciertos eventos, como completar la partida correspondiente a un mes determinado o perder una cierta cantidad de partidas seguidas. 
Pandemic Legacy - Temporada 2 - Ambientada en una tierra devastada 71 años después de la primera temporada, se lanzó el 26 de octubre de 2017. Esta versión cambia las reglas básicas de Pandemic lo suficiente como para incluir un juego de prólogo en la campaña para que los jugadores puedan aprender la nueva mecánica.
Pandemic Legacy - Temporada 0 - Lanzada en octubre de 2020, el tercer juego en la serie Legacy es una precuela que tiene lugar durante la Guerra Fría.

### Pandemic: El Reinado de Cthulhu
Pandemic: El Reinado de Cthulhu, diseñado por Matt Leacock y Chuck Yager, se lanzó en la GenCon 2016. En esta versión del juego se produce una batalla entre los jugadores contra los sectarios para impedir la invocación del monstruo Cthulhu.

### Pandemic Supervivencia
Pandemic: La Supervivencia no es un juego único, sino una serie de juegos históricos separados que cubren una área local en vez del globo entero. Están localizados en el país donde se jugó la final del torneo Pandemic Supervivencia del año anterior y son ediciones de coleccionista (solo se hace una tirada).

#### Pandemic: Iberia
Pandemic: Iberia Es el primer juego de la serie Pandemic Supervivencia, publicado a finales del 2016 y diseñado por Matt Leacock y Jesús Torres Castro, Pandemic Iberia se desarrolla en la península ibérica en 1848. Introduce el mecanismo de desarrollar ferrocarriles y la purificación del agua como mecánicas nuevas. Además, los jugadores juegan para curar cuatro enfermedades históricas concretas: malaria, tifus, fiebre amarilla, y cólera.

#### Pandemic: Marea creciente
Pandemic: La marea creciente es el segundo juego  de la serie de Pandemic Supervivencia, publicado en el último trimestre de 2017 y diseñado por Matt Leacock y Jeroen Doumen. Pandemic La Marea Creciente se desarrolla en los Países Bajos, donde los jugadores cooperan para impedir la inundación del país por la crecida de las aguas.

#### Pandemic: La caída de Roma
Pandemic: La caída de Roma es el tercer juego  de la serie de Pandemic Supervivencia, publicado a finales del 2018 y diseñado por Matt Leacock y Paolo Mori. Pandemic La caída de Roma se desarrolla en el imperio romano, donde los jugadores tratan de evitar la caída de Roma a manos de los bárbaros que les rodean. Las nuevas mecánicas introducidas se basan en el movimiento de tropas (ahora las ciudades no son invadidas directamente sino que los bárbaros avanzan siempre desde la última ciudad tomada de esa ruta) y las peleas entre las legiones romanas y los bárbaros (por primera vez hay dados en un Pandemic con la mecánica habitual). Se gana cuando las legiones romanas se han aliado con cada una de las tribus bárbaras, o la han aniquilado.

### Pandemic: Respuesta rápida
Pandemic: Respuesta rápida es una versión en tiempo real con partidas de poco más de 20 minutos (hay que resolver 10 misiones en 2 minutos cada una). Vamos a bordo de un avión con ayuda humanitaria que hay que hacer llegar a distintos puntos del planeta. Para resolver las misiones cada jugador realizará las acciones que le permitan sus dados. Una vez completada cada misión se coge otra y así hasta terminar la partida.

### Pandemic: Zona 0
Pandemic: Zona 0 es una nueva serie aparecida el año 2020 (en pleno confinamiento) con versiones reducidas del juego original en tiempo y tamaño, curando solo tres enfermedades que afectan a una región concreta del mundo. Éstas no se pueden erradicar y no hay laboratorios de investigación.

#### Pandemic: Zona 0 - Norteamérica
Publicado el 2020 y diseñado por Matt Leacock, añade los eventos perjudiciales llamados retos de crisis.

#### Pandemic: Zona 0 - Europa
Publicado el 2021 y diseñado por Matt Leacock y Tom Lehmann, añade los retos de mutación, con reglas que afectan a alguna de las enfermedades.

### Pandemic System
Z-Man ha creado una nueva colección llamada Pandemic System que sigue la misma mecánica que el juego básico Pandemic pero que deja de lado la temática de curar enfermedades y la aplica a otras de nuevas, añadiendo alguna nueva mecánica. Engloba a Pandemic: El Reinado de Chtulhu y a los Pandemic: Supervivencia (con lo que han dejado de ser una edición limitada) y ha añadido nuevos títulos basados en licencias de terceros. Todos ellos son hasta 5 jugadores.

#### World Of Warcraft: Wrath Of The Lich King Pandemic
World Of Warcraft: Wrath Of The Lich King Pandemic está ambientado en el mundo de World of Warcraft (más concretamente en la expansión homónima), y en este caso habrá que superar 3 misiones para poder desbloquear la cuarta y última que es derrotar al Rey Liche. Diseñado por Justin Kemppainen, Todd Michlitsch, Alexandar Ortloff y Michael Sanfilippo (Matt Leacock solo aparece como diseñador del juego en el que se basa).

#### STAR WARS: Las Guerras Clon
STAR WARS: Las Guerras Clon está ambientado en las guerras clon de la saga de Star Wars. Con una mecánica parecida al anterior, en este caso los jugadores representan a personajes del lado luminoso que tienen que derrotar a distintos enemigos del lado oscuro (asimétricos). Diseñado por Alexandar Ortloff (Matt Leacock solo aparece como diseñador del juego en el que se basa).

## Elogios a Pandemic: Legacy
Pandemic Legacy: Season 1 ha sido descrito como "un salto adelante en el diseño del juego de mesa moderno", y "el juego de mesa mejor nunca creado", consiguiendo un ascenso muy rápido al número 1 de la lista de la página Board Game Geek y manteniéndose en ese primer puesto durante un periodo prolongado de tiempo.
El juego ganó un total de cuatro reconocimientos en los premios Golden Geek de 2015, incluyendo mejor juego de mesa del año, mejor juego de estrategia, premio al juego más innovador, y mejor juego temático.

## Premios
- Pandemic ganó el Origins Award del 2009 como "Mejor Juego de Mesa" (Best Board Game).[30]
- Games Magazine – Mejor juego familiar nuevo 2009[31]
- Premios Golden Geek de BoardGameGeek – Mejor expansión 2009 (para Pandemic: Al Límite).
- Pandemic Legacy: Temporada 1 ganó 4 premios Golden Geek en el 2015:[32]
  - Mejor juego de mesa del año
  - Mejor juego de estrategia
  - Juego más innovador
  - Mejor juego temático
- Pandemic Legacy: Temporada 2 ganó un premio especial Spiel des Jahres en 2018 [33]
- En 2025 accedió al salón de la fama de BoardGameGeek como uno de sus veinticinco primeros juegos seleccionados [34]